# Carl Lundmarker
Wilhelm Carl Lundmarker, född den 15 december 1884 i Lidköping, död den 10 november 1962 i Åmål, var en svensk jurist. 
Lundmarker avlade studentexamen i Vänersborg 1902 och juris utriusque kandidatexamen vid Uppsala universitet 1906. Han blev vice häradshövding 1918. Lundmarker var häradshövding i Ångermanlands västra domsaga 1925–1936, i Tössbo och Vedbo domsaga 1936–1951 samt krigsdomare vid Västernorrlands regemente och Norrlands trängkår 1932–1936. Lundmarker blev riddare av Nordstjärneorden och kommendör av andra klassen av samma orden 1944. Han vilar på Norra kyrkogården i Åmål.